# Weronika Książkiewicz

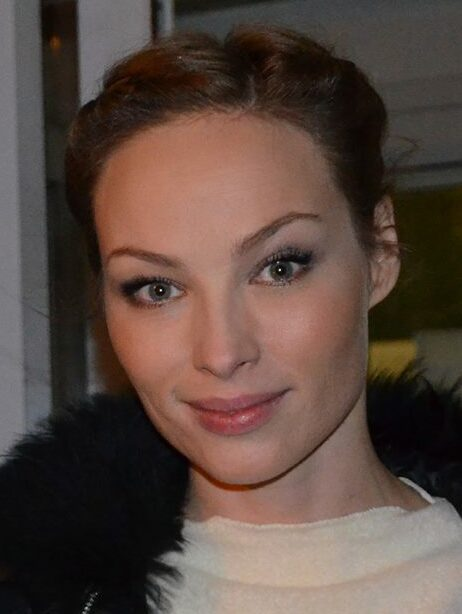
Weronika Książkiewicz w 2016 roku

Weronika Książkiewicz (ur. 21 marca 1981 w Moskwie) – polska aktorka.

## Życiorys
Jest córką choreografki i tancerki baletowej Beaty Książkiewicz oraz Fiodora Lewina, Rosjanina pochodzącego z Moskwy. Uczęszczała do XX LO w Poznaniu do klasy o profilu teatralnym. W 2005 ukończyła studia na Wydziale Aktorskim PWSFTviT w Łodzi.
W 2005 zadebiutowała w teatrze rolą Józi w spektaklu Poszaleli Aleksandra Fredry wystawianym na scenie Teatru Nowego im. Kazimierza Dejmka w Łodzi. Występowała w teatrach: Nowym w Łodzi (2005–2007), „Bagatela” im. Tadeusza Boya-Żeleńskiego (2006), 6. Piętro w Warszawie (2010), Capitol (2012) oraz Teatrze Komedia (od 2016).
W 2008 uczestniczyła w drugiej edycji programu rozrywkowego TVP2 Gwiazdy tańczą na lodzie i w jednym z odcinków Fort Boyard oraz pojawiła się na grudniowej okładce magazynu „Playboy”. W 2009 miała uczestniczyć w dziewiątej edycji programu TVN Taniec z gwiazdami, jednak w trakcie treningów zdiagnozowano u niej nowotwór kręgosłupa, dlatego w pierwszym odcinku zrezygnowała z udziału w konkursie z powodów zdrowotnych, po czym pomyślnie przeszła operację wycięcia nerwiaka.

## Życie prywatne
W 2008 związała się z przedsiębiorcą Krzysztofem Latkiem (zm. 2024), z którym ma syna, Borysa Aleksandra (ur. 2010). Od 2024 jej mężem jest izrealski przedsiębiorca Heskel Nathaniel.

## Filmografia
- 2003: Samo życie jako Ewa, niepełnosprawna dziewczyna (gościnnie; odc. 261, 262)
- 2003–2004: Plebania jako Ola (gościnnie)
- 2003: Glina jako sąsiadka Kazimierza Grzelaka (gościnnie; odc. 4, 5)
- 2004: Clap projekt - Camerimage jako tancerka i aktorka
- 2004: Panienki jako Ania
- 2004: Stacyjka jako Iga Szulc, kelnerka – córka burmistrza
- 2004: Talki z resztą jako kandydatka dla Kazika (gościnnie; odc. 2)
- 2004: Karol. Człowiek, który został papieżem jako pani Waechter
- 2005: Zakręcone jako Anna
- 2005: Wiedźmy jako żona „Styka” (gościnnie; odc. 7)
- 2005: Lokatorzy jako Małgorzata (gościnnie; odc. 224-226)
- 2006: Mrok jako „Pussi” (gościnnie; odc. 8)
- 2006: Oficerowie jako mecenas Wasowska reprezentująca Korytę (gościnnie; odc. 10)
- 2006: Kryminalni jako Kinga Tomaszko (gościnnie; odc. 63)
- 2006: Dylematu 5 jako Nadia
- 2007: Prawo miasta jako Jaga Sarnecka
- 2008: Rozmowy nocą jako Weronika
- 2008: Pitbull jako Ilona, kochanka Roberta (odc. 28 i 29)
- 2008: Niania jako Miss Opola (odc. 91)
- 2008: Mała Moskwa jako dziewczyna na cmentarzu
- 2008: Mała Moskwa (serial) jako dziewczyna na cmentarzu (odc. 4)
- 2008: Londyńczycy jako Agnieszka (odc. 6)
- 2008: Ile waży koń trojański? jako sąsiadka Jola
- 2008: I kto tu rządzi? jako Ewelina (odc. 45)
- 2008: 39 i pół jako aktorka w sitcomie (gościnnie) (odc. 8)
- 2008–2009: BrzydUla jako Klaudia Nowicka
- 2009: Złoty środek jako stażystka Kasia
- 2009: Teraz albo nigdy! jako aktorka Alicja (odc. 27 i 29)
- 2009: Rajskie klimaty jako Marta
- 2009, 2012: Ojciec Mateusz jako Mariola Bogucka (odc. 15), Izabela Janiszewska (odc. 104)
- 2010: Na Wspólnej jako Laura Pawłowska, była narzeczona gangstera Burzyńskiego
- 2010: Hotel 52 jako Sylwia Wilk, żona Janusza (gościnnie; odc. 18)
- 2010: Chichot losu jako Agata, przyjaciółka Joanny
- 2011: Złodzieje serc jako asystentka
- 2011: Rezydencja jako Julia Podhorecka
- 2011: Los numeros jako Iwona, prezenterka „Tele Loterii”
- 2011: Linia życia jako pielęgniarka Patrycja Szostek
- 2011: Instynkt jako Aldona Pałys (odc. 3)
- 2012: Komisarz Alex jako Joanna Hoffer (odc. 24)
- 2012–2014: Piąty stadion jako Anna Nowakowska
- 2013: Podejrzani zakochani jako Ludka
- 2014: Dzień dobry, kocham cię! jako Pati
- 2014: Lekarze jako Sonia Karolak (odc. 63)
- 2014: Na krawędzi 2 jako Natalia Waxman
- 2015: Prawo Agaty jako Ewelina Ćwiklińska (odc. 87)
- 2015: Disco polo jako asystentka Polaka
- 2016: Planeta singli jako Ola
- 2016: Na noże jako Wioletta Foryga
- 2016: Komisja morderstw jako lekarka Carmen (odc. 2)
- 2016: Kobiety bez wstydu jako Aneta, sekretarka Roli
- 2017: Любимцы / Lubimcy, jako właścicielka kliniki weterynaryjnej
- 2018–2022: Leśniczówka jako Lidia Banach
- 2018: Świat według Kiepskich jako
  - Oliwia (odc. 536)
  - królowa Weronika (odc. 540)
- 2018: Trzecia połowa jako Anna Nowakowska, była żona Borysa
- 2018: Planeta singli 2 jako Ola
- 2019: Mayday jako Maria Kowalska, żona Jana
- 2019: Planeta singli 3 jako Ola
- 2020: Lepsza połowa jako Anna Nowakowska, była żona Borysa
- 2021: Furioza jako Ewa Drzewiecka „Dzika”
- 2021: Powrót do tamtych dni jako Helena Malinowska, matka Tomka
- 2022: Szczęścia chodzą parami jako Malwina
- 2022: Herkules jako podkomisarz Sylwia Mazur[13]
- 2023: Zabij mnie, kochanie jako Natalia Rozwadowska
- 2024: Piep*zyć Mickiewicza jako kurator Irena Sucha
- 2025: Piep*zyć Mickiewicza 2 jako kurator Irena Sucha

### Teledyski
- 2021: PRO8L3M feat. Vito Bambino – „Ritz Carlton (Remix)” lub „Furioza”[14]

## Nagrody i nominacje
- 2005: Nagroda XXIII Festiwalu Szkół Teatralnych za przedstawienie Łoże Sergia Belbela w Łodzi[3];
- 2011: nominacja do Złotej Kaczki dla najlepszej aktorki za rolę w filmie Los Numeros[15];
- 2014: nominacja do Węża dla najgorszej aktorki w filmie Podejrzani zakochani[16].